# Reserva nacional del río Tana
La reserva nacional del río Tana fue una reserva natural nacional situada en la provincia costera de Kenia. Fue un área de conservación administrada por el condado del río Tana y el Servicio de Vida Silvestre de Kenia. Existió desde 1976 hasta 2007.

## Características de la reserva
La reserva cubría un área de 17 000 hectáreas (170 km²) y fue inaugurada en 1970. El gobierno de Kenia apartó la tierra en 1976 para proteger los bosques pantanosos del río Tana y dos primates en peligro de extinción, el mangabeye del río Tana y el colobo rojo del río Tana. La mayor parte del área era una sabana semiárida, con una porción de 13 km² de bosque ribereño.
A pesar de un proyecto del Fondo para el Medio Ambiente del Banco Mundial de 6.7 millones de dólares, las medidas de conservación para los dos primates fueron consideradas ineficaces. En 2007, el Tribunal Supremo de Kenia dictaminó que la reserva no se había establecido correctamente de acuerdo con la ley. Como resultado, la reserva fue desmantelada, se eliminó toda la protección oficial del área, su estatus y financiamiento.

## Fauna
En la reserva se habían registrado 262 especies de aves, y al menos 57 especies de mamíferos.